# Dillwynia retorta
Dillwynia retorta — кустарник рода Диллвиния семейства Бобовые, эндемик Австралии.

## Описание
Куст достигает 3 м в высоту. Листья около 4—12 мм в длину, спирально закрученные, иглообразные. Также как и у большинства кустарников рода Диллвиния цветки жёлтые с красной сердцевиной, за что их называют яйцо с беконом. Встречается в Новом Южном Уэльсе и Квинсленде.